# CBS新聞
CBS新聞（英語：CBS News）是指美国電視聯播網哥倫比亞廣播公司（CBS）的新聞部門，也可以指出其製作播出節目的總稱。CBS新聞的現任主席是傑夫·法格爾，他也是《60分鐘》的執行製作人。CBS新聞其他的重要人物還有大衛·羅德斯（David Rhodes）等。CBS最重要的新聞節目是CBS晚間新聞，主持人則是Norah O'Donnell。CBS其他重要的新聞節目還有CBS今晨（CBS This Morning）和新聞雜誌節目60分鐘、48小時、CBS新聞星期日早晨、政治談話節目面對國家等。CBS晚間新聞開始播出於1950年，是美國最早的晚間新聞節目，在美國電視新聞界擁有重要地位。

## 外部連結
- 维基共享资源上的相關多媒體資源：CBS新聞
- 官方网站
- CBS News的Facebook專頁
- CBS新聞的X（前Twitter）